# Anna-Lena Schnabel

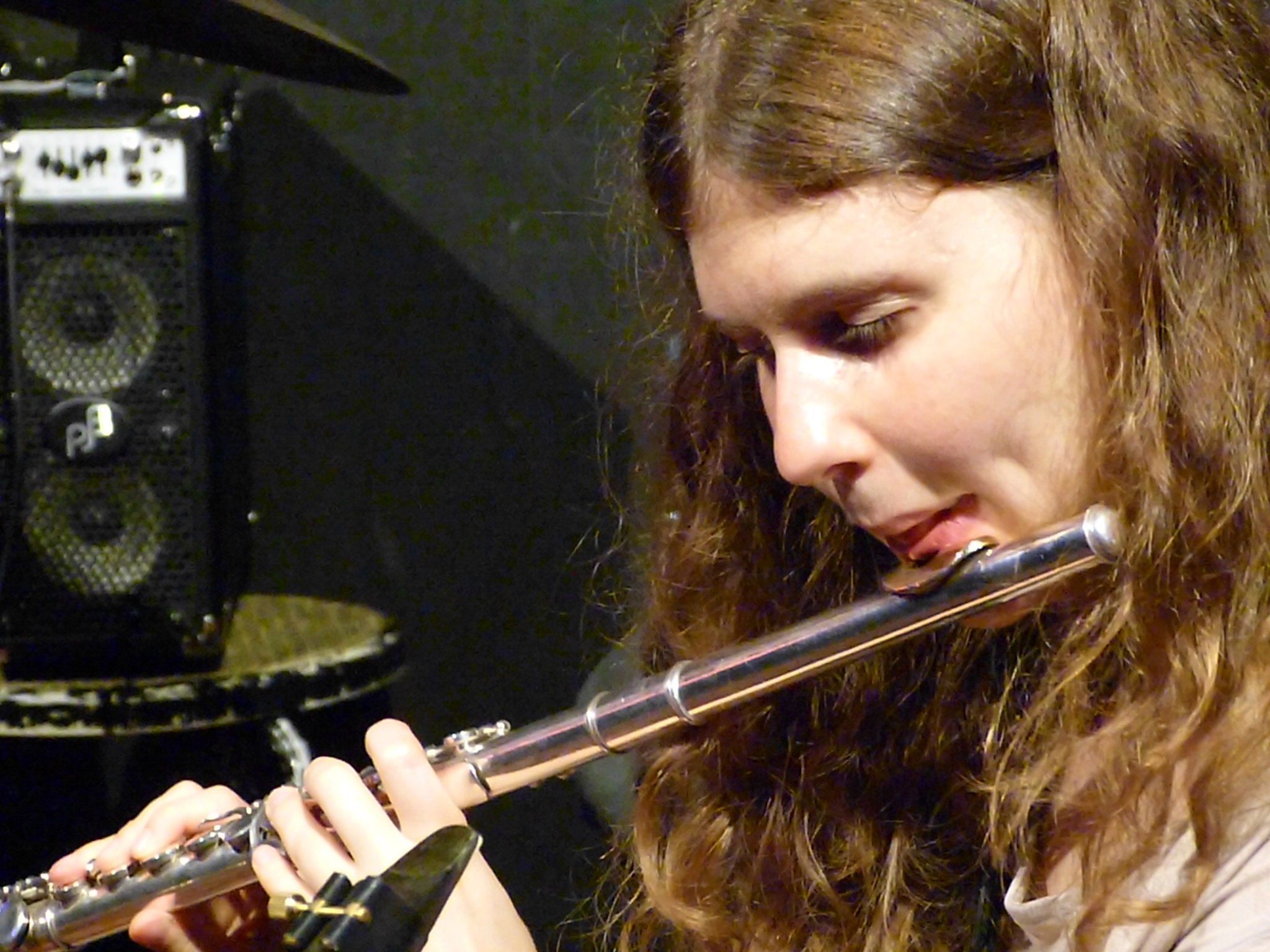
Anna-Lena Schnabel 2017

Anna-Lena Schnabel (* 24. Juni 1989 in Obernkirchen) ist eine deutsche Musikerin des Modern Jazz (Altsaxophon, Flöte, Komposition).

## Leben und Wirken
Schnabel hatte zunächst klassischen Klavier- und Querflötenunterricht. Früh schon hatte sie den Wunsch, Musikerin zu werden, und besuchte daher ein musisch orientiertes Gymnasium. Über die Bigband der Schule kam sie mit dem Jazz in Berührung und wechselte mit 16 Jahren zum Saxophon, das sie an der Hochschule für Musik und Theater Hamburg studierte. In der Gruppe News from the North trat sie zunächst mit Janning Trumann, Stephan Jantzen, Fabian Claußen und Fabian Arends auf.
Zudem spielte Schnabel im Jugendjazzorchester Niedersachsen, dann im Bundesjazzorchester (Afropa, 25) und trat mit den Hamburger Symphonikern als Solistin auf. In der Gruppe Curious Case war sie mit Philipp Püschel, Christian Müller und Nathan Ott tätig; auch war sie Mitglied im Quartet von Johannes von Ballestrem; seit 2019 gehörte sie zum Orchestre National de Jazz. Sie leitet ihr eigenes Quartett und wirkt im Saskya Trio mit Clara Haberkamp und Lisa Wulff. In der Gruppe Extradiversion spielt sie mit Florian Weber, Joachim Florent und Edward Perraud. Florian Weber hat sie als Flötistin auch an seinem Album Imaginary Cycle (2024) beteiligt.
Neben Auftritten bei renommierten Festivals wie JazzBaltica, Elbjazz und Überjazz spielt Schnabel regelmäßig im Ausland – so z. B. bereits in China, Australien, Frankreich, Polen, Russland, Türkei, Ungarn, Senegal und Guinea-Bissau.

## Preise und Auszeichnungen

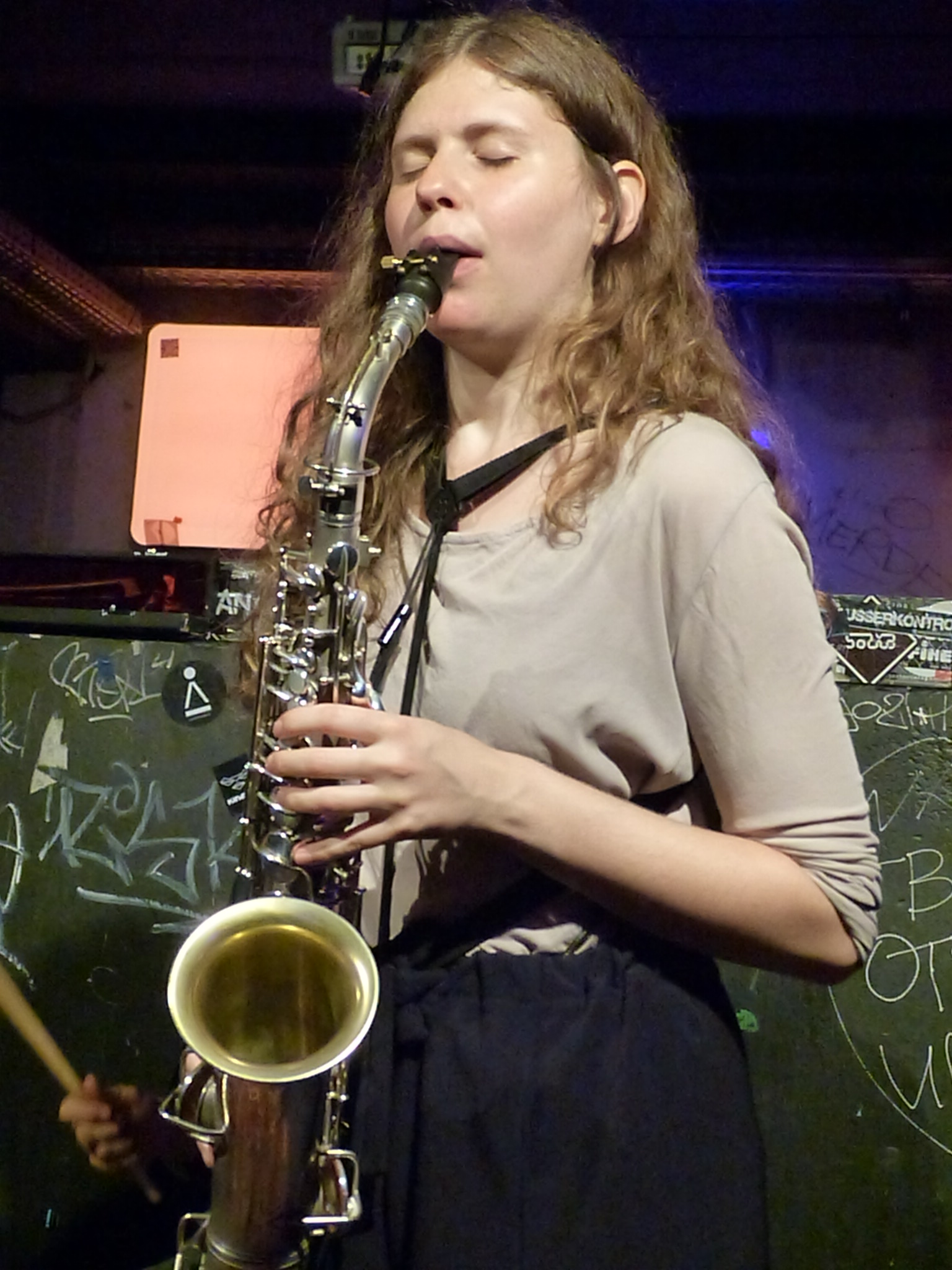
Anna-Lena Schnabel 2017 beim Konzert mit Sebastian Gramss (b), Reza Askari (b), Etienne Nillesen (dr) und Fabian Dudek (sax) im ARTheater Köln

Schnabel ist mehrfache Preisträgerin bei Jugend jazzt und erhielt zudem den Jazzspatz, den Praetorius Musikpreis und das Ebel-Stipendium. Sie ist Stipendiatin bei Live Music Now und der Oscar und Vera Ritter Stiftung  und bekam ein Stipendium für die New York Collective School verliehen. 2017 erhielt Schnabel den ECHO Jazz in der Kategorie „Newcomer“ sowie den IB.SH-JazzAward im Rahmen von JazzBaltica.

## Diskographische Hinweise
- Felice Sound Orchestra Have a Felice Day (Phonobrothers 2014)
- Books, Bottles & Bamboo (enja 2016, mit Florian Weber, Thomas Morgan, Dan Weiss)
- Orchestre National de Jazz: Dancing in Your Head(s) (ONJ Records 2020)

## Dokumentationen
- Der Preis der Anna-Lena Schnabel, 2017 von Jan Bäumer